# Hōko Kuwashima
Hōko Kuwashima (jap. 桑島 法子, Kuwashima Hōko; * 12. Dezember 1975 in Kanegasaki (Iwate)) ist eine japanische Synchronsprecherin (Seiyū), die für die Flexibilität ihrer Stimme bekannt ist. So spielte sie neben femininen Frauen auch die Rollen von Jungen. Ihr Name Hōko (法子) wird häufig falsch als Noriko ausgesprochen, was auf die gleiche Schreibweise des Namens von Noriko Sakai (酒井 法子), einer berühmten japanischen Schauspielerin, zurückzuführen ist. Derzeit steht sie bei Aoni Production unter Vertrag und übernimmt für die Firma verschiedenste Rollen als Sprecherin.
Sie besuchte eine öffentliche Hochschule im Norden von Iwate, deren Besuch sie aber für sechs Monate unterbrach. Daraufhin wechselte sie die Schule, erwarb ihren Abschluss und zog mit dem Ziel Seiyū zu werden nach Tokio.

## Rollen (Auswahl)
| - 1999: Kamikaze Kaito Jeanne (Marron Kusakabe / Jeanne) - 2000: Inu Yasha (Sango) - 2001: Beyblade (Kenny) - 2001: Noir (Kirika Yūmura) - 2002: Azumanga Daioh: The Animation (Kagura) - 2002: Gundam Seed (Flay Allster) - 2003: Ninja Scroll – Die Serie (Shigure) - 2004: Madlax (Margaret Burton) - 2004: Gundam Seed Destiny (Stellar Loussier) - 2006: Ergo Proxy (Kristeva) - 2007: Bamboo Blade (Miyako Miyazaki) - 2007: Clannad (Tomoyo Sakagami) - 2007: Claymore (Clare) - 2007: Dennō Coil (Isako) - 2007: Mononoke (Ochō) - 2007: Zombie-Loan (Michiru Kita) - 2008: Kaiba (Anime) (Kaiba) - 2008: Keroro Gunsō (Shirara) - 2008: Macross Frontier (Nanase Matsuura, Kanaria Berstein) - 2008: Clannad After Story (Tomoyo Sakagami) - 2008: Soul Eater (Medusa) - 2009: Darker than Black: Ryūsei no Gemini (Shion Pavlichenko) - 2014: Sailor Moon Crystal (Esmeraude) | - 2005: Gekijōban Naruto: Daigekitotsu! Maboroshi no Chitei Iseki Dattebayo (Ranke) - 2007: Clannad (Tomoyo Sakagami) - Dead or Alive 3 und neuer (Kasumi) - Clannad (Computerspiel) (Tomoyo Sakagami) |